# I've Been Loving You
 I've Been Loving You -En español: Te he estado amando- es el sencillo debut del músico y compositor británico de rock Elton John, acreditado a su compañero letrista Bernie Taupin. Fue lanzado el 1 de marzo de 1968 por Philips. Contenía como lado B Here's to the Next Time.
La canción no pertenecía a ninguno de los álbumes de John de la época (Empty Sky ni Elton John), y no apareció en un disco hasta su inclusión en la caja recopilatoria Rare Masters de 1992, donde también se incluyó su lado B.